# Platyceps josephi
Platyceps josephi — вид неотруйних змій з роду пласкоголових полозів родини полозових (Colubridae). Описаний у 2021 році.

## Назва
Вид названо на знак шанування покійного індійського біолога Навіна Джозефа з Тутікоріна, відомого своїми дослідженнями плазунів, особливо змій у цьому регіоні.

## Поширення
Ендемік Індії. Відомий у декількох місцевостях штату Тамілнад на півдні країни.

## Опис
Змія середнього розміру (максимальна загальна довжина 951 мм). Спинка темно-бурувата з 13–18 попередними білими смугами. Голова з неправильними білими плямами і двома косими П-подібними білими смугами на потилиці. Нижня сторона тіла кремова.